# Billela
Billela es una entidad de población española del municipio de Munguía, perteneciente a la provincia de Vizcaya, en la comunidad autónoma del País Vasco.

## Toponimia
El lugar puede aparecer referido con las grafías «Billela» y «Villela».

## Historia
Hacia mediados del siglo XIX, el lugar, un barrio, ya pertenecía por entonces a la anteiglesia de Munguía. Aparece descrito en el decimosexto y último volumen del Diccionario geográfico-estadístico-histórico de España y sus posesiones de Ultramar de Pascual Madoz con las siguientes palabras:

VILLELA: barrio en la prov. de Vizcaya, part. jud. de Guernica, térm. de Munguia.
(Madoz, 1850, p. 310)

En 2023, la entidad singular de población tenía empadronados 369 habitantes.